# فريدريك راينر
فريدريك راينر (بالألمانية: Friedrich Rainer)‏ هو كاتب عدل وسياسي نمساوي، ولد في 28 يوليو 1903 في St. Veit an der Glan ‏ في النمسا، وتوفي في 19 يوليو 1947 في ليوبليانا في سلوفينيا بسبب شنق. نشط حزبياً في الحزب النازي. وقد انتخب عضو مجلس النواب الألماني من ألمانيا النازية.

## وصلات خارجية
- فريدريك راينر على موقع مونزينجر (الألمانية)